# Сарлос, Рюд
Рюдолф Лендерт (Рюд) Сарлос (нидерл. Rudolf Leendert "Ruud" Saarloos; 26 ноября 1928 года, Амстердам — 2 февраля 1998) — нидерландский футболист, игравший на позиции защитника, выступал за амстердамский «Аякс».

## Спортивная карьера
В 1940-х годах вступил в футбольный клуб «Аякс» в качестве кандидата, а в августе 1945 года был переведён в юниоры. В сезоне 1945/46 играл за третью юниорскую команду, а уже со следующего сезона в первой юниорской вместе с Кором Гелхёйзеном, Ханом Велдером и Джо Беренсом. В апреле 1947 года был вызван в юношескую сборную Амстердама. 12 апреля сыграл за сборную в матче против датского клуба «Б-1903». В сезоне 1947/48 в составе пятой команды «Аякса» выиграл чемпионат страны среди резервистов. В 1948 году временно покинул клуб из-за прохождения военной службы в Индонезии, а после возвращения в Нидерланды продолжил играть за резерв «Аякса».
За основной состав «Аякса» дебютировал 25 мая 1952 года в матче финального турнира чемпионата Нидерландов против «Виллема II», сыграв в защите вместе с Гером ван Мауриком. Гостевая встреча завершилась поражением его команды со счётом 5:2. В дебютном сезоне принял участие в четырёх матчах чемпионата. В последний раз в составе первой команды появился на поле 22 июня 1952 года в гостевом матче с клубом «Гермес ДВС». В финальной части чемпионата амстердамцы заняли последнее четвёртое место, так и не одержав ни одной победы. В дальнейшем продолжил играть за «Аякс 2».
В 1970-годы был тренером в любительском клубе ДВСВ из Амстердама.

## Личная жизнь
Отец — Лендерт Йохан Сарлос, мать — Якоба Колхас. Родители были родом из Амстердама, они поженились в ноябре 1922 года — на момент женитьбы отец работал упаковщиком В их семье воспитывалось ещё двое сыновей: Абрахам Йохан и Боб. Его младший брат Боб в детстве играл за команду кандидатов «Аякса».
Женился в возрасте двадцати пяти лет — его супругой стала 25-летняя Ханнелоре Хенриетте Луизе Боснак, родившаяся на территории Германской империи в семье нидерландца и немки. В октябре 1953 года в семье родилась двойня: сын Михаэл и дочь Ирмгард (Ирма). Вторая дочь, Илзе, родилась в 1962 году.
Умер 2 февраля 1998 года в возрасте 69 лет.